# Pascual Sanz Barrera

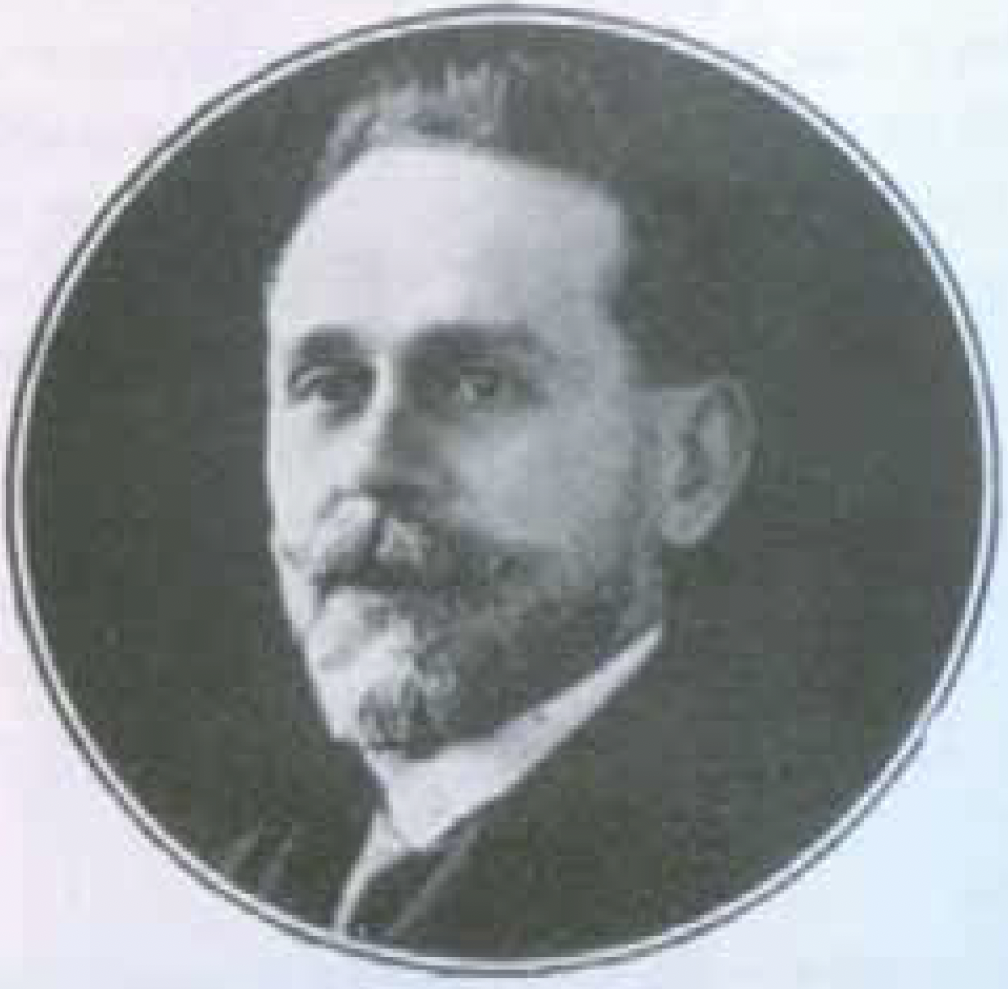
Pascual Sanz Barrera

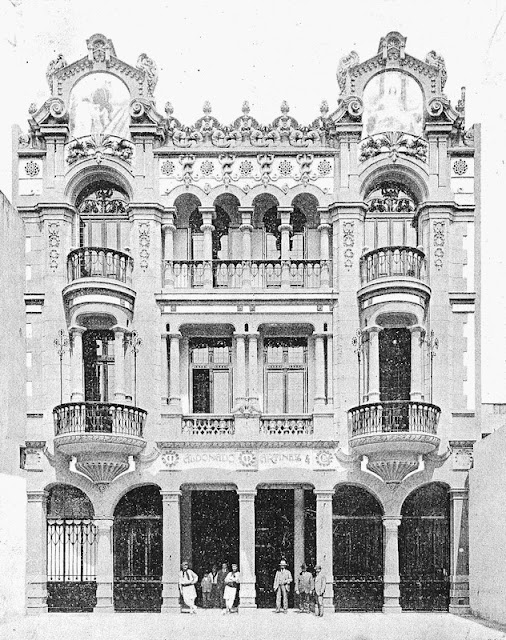
Casa Maldonado, Martínez y Compañía en Buenos Aires (1912)

Pascual Sanz Barrera fue un arquitecto destacado nacido en Valencia en 1870. Completó sus estudios de arquitectura en Barcelona en 1899 y ejerció como arquitecto municipal en esa misma ciudad. Sanz Barrera participó en la reforma del casco antiguo de Barcelona y contribuyó a proyectos de urbanismo. Fue reconocido por su trabajo en la restauración de la Catedral de la Seu d'Urgell junto con Puig i Cadafalch, lo que le valió el título de «Socio de Mérito» y la segunda medalla en la Exposición Nacional de Madrid de 1904. Entre sus obras se encuentran la reforma del Círculo Mallorquín de Palma (1899), realizada en colaboración; la reconstrucción del Teatro de Terrassa (1908), y la Casa Martínez, Maldonado y Compañía en Buenos Aires (1912). Sanz Barrera murió en Buenos Aires, Argentina, el 25 de agosto de 1918. 